# Ханно (слон)
Ханно (ок. 1510 — 8 июня 1516 года) — ручной белый азиатский слон, подаренный королём Португалии Мануэлом I папе Льву X (от рождения Джованни Медичи) по случаю его восшествия на Святой престол.
Ханно приехал в Рим в 1514 году с португальским послом Тристаном да Кунья и быстро стал любимым животным папы. Во время своей жизни при папском дворе стал персонажем ряда стихотворений и сатир итальянских поэтов.
Ханно умер два года спустя от осложнений лечения запоров слабительным, обогащённым золотом. Надгробие было разработано Рафаэлем, а Лев X сам сочинил эпитафию на смерть любимца.